# John Lynott
John Lynott (* 1921; † 1994) war ein US-amerikanischer Ingenieur bei IBM, der dort in den 1950er Jahren zum Team gehörte, das die erste Festplatte entwickelte.
Lynott war Mechaniker bei der US Navy und Ingenieur. Anfang der 1950er Jahre stieß er bei IBM zu dem Team, das unter Reynold B. Johnson im IBM-Forschungszentrum in San José die Festplatte entwickelte (IBM 305 RAMAC, 1956). Mit William A. Goddard entwickelte er als zentrale Innovation einen frei beweglichen Schreib- und Lesekopf, der auf einem Luftpolster (erzeugt durch ausströmende komprimierte Luft) sehr eng an die rotierenden Magnetspeicher anschloss, diese aber nicht berührte. Mit Lou Stevens, Ray Bowdle, Jim Davis, Dave Kean und William Goddard hielt er das Patent auf ein Data Storage System (1954) und mit Goddard erhielt er 1970 das US-Patent 3503060 Direct Access Magnetic Storage Disk Device.
2007 wurde er mit Goddard in die National Inventors Hall of Fame aufgenommen.